# Starwood Hotels and Resorts Worldwide

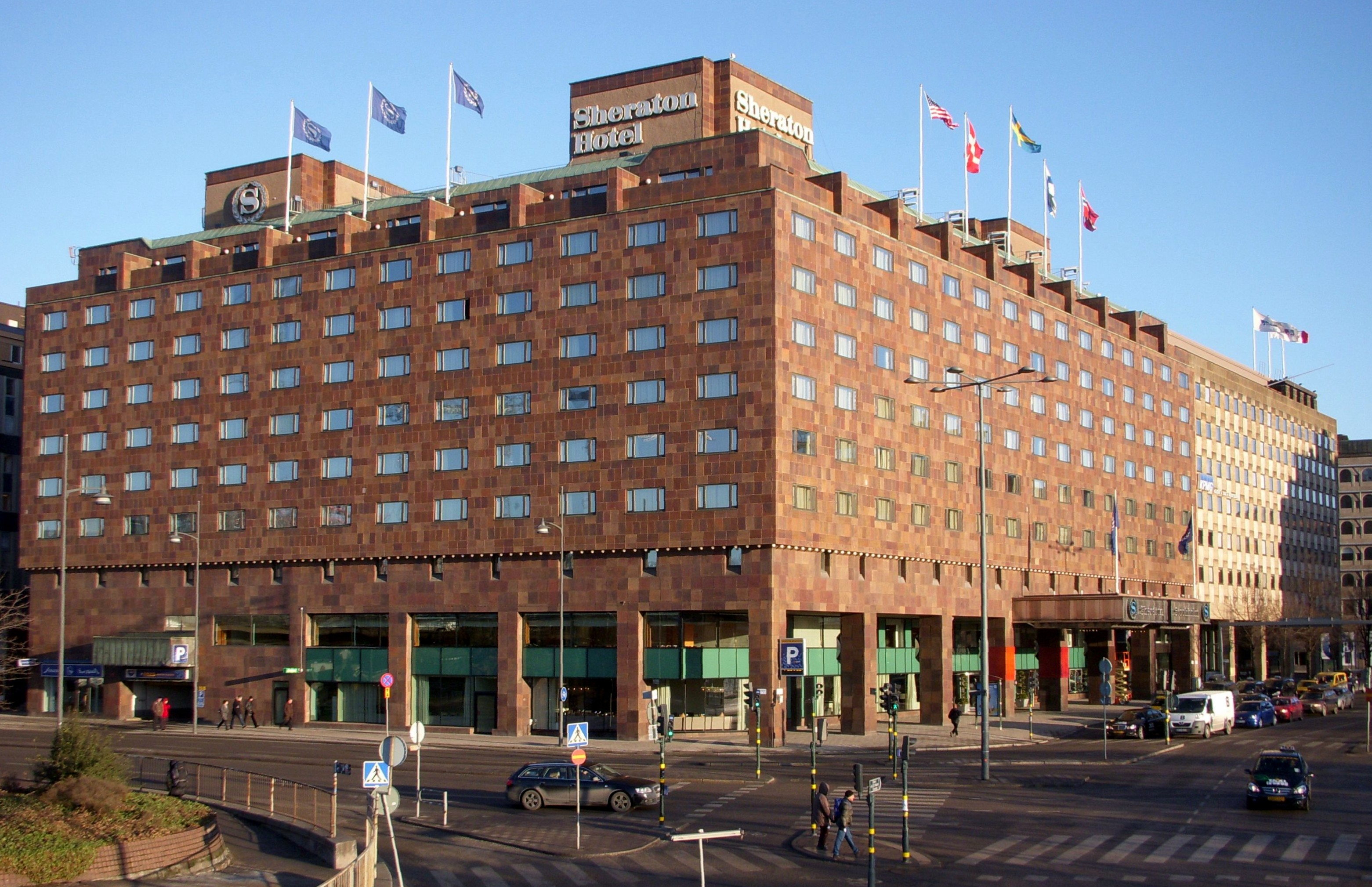
Hotel Sheraton w Sztokholmie, fot. 2009 r.

Starwood Hotels and Resorts Worldwide – międzynarodowe konsorcjum hotelarskie, należące do Marriott International.
Konsorcjum tworzyły następujące sieci hotelowe:
- Sheraton,
- Four Points by Sheraton,
- St. Regis Hotels & Resorts,
- The Luxury Collection,
- Le Méridien,
- W Hotels,
- Westin,
- Aloft Hotels,
- Element Hotels.

W dniu 23 sierpnia 2016 roku Marriott International wykupił sieć Starwood za 13 mld dolarów, tworząc w ten sposób największą sieć hotelową na świecie. Dzięki temu dysponuje 1,1 mln pokoi hotelowych w 5 800 hoteli w ponad 110 państwach świata.